# Gétigné

Localització de Gétigné

Gétigné (en bretó Yestinieg) és un municipi francès, situat a la regió de país del Loira, al departament de Loira Atlàntic, que històricament ha format part de la Bretanya. L'any 2006 tenia 3.305 habitants. Limita amb els municipis de Clisson i Boussay al Loira Atlàntic, Saint-Crespin-sur-Moine, Saint-Germain-sur-Moine i Montfaucon-Montigné a Maine i Loire, i Cugand a Vendée.

## Demografia
| Evolució de la població Cassini i INSEE |       |       |       |       |      |       |       |       |
| 1793                                    | 1800  | 1806  | 1821  | 1831  | 1836 | 1841  | 1846  | 1851  |
| 3.000                                   | 1.190 | 1.561 | 1.673 | 1.889 | -    | 1.824 | 2.354 | 2.382 |

| 1856  | 1861  | 1866  | 1872  | 1876  | 1881  | 1886  | 1891  | 1896  |
| ----- | ----- | ----- | ----- | ----- | ----- | ----- | ----- | ----- |
| 2.478 | 2.527 | 2.369 | 2.195 | 2.244 | 2.191 | 2.225 | 2.195 | 2.224 |

| 1901  | 1906  | 1911  | 1921  | 1926  | 1931  | 1936  | 1946  | 1954  |
| ----- | ----- | ----- | ----- | ----- | ----- | ----- | ----- | ----- |
| 2.225 | 2.191 | 2.155 | 1.912 | 1.852 | 1.765 | 1.652 | 1.678 | 1.889 |

| 1962  | 1968  | 1975  | 1982  | 1990  | 1999  | 2006 | 2011 | 2016 |
| ----- | ----- | ----- | ----- | ----- | ----- | ---- | ---- | ---- |
| 1.946 | 2.007 | 2.274 | 2.749 | 2.912 | 3.076 | -    | -    | -    |

| 2019 | - | - | - | - | - | - | - | - |
| ---- | - | - | - | - | - | - | - | - |
| -    | - | - | - | - | - | - | - | - |

## Administració
| Període   | Identitat          | Partit |
| --------- | ------------------ | ------ |
| 1989-2008 | Marie-Loïc Richard | UMP    |
| 2008-     | François Guillot   | UMP    |